# Malambo (Colômbia)

Localização do município de Malambo, no departamento de Atlântico.

Malambo é uma cidade da Colômbia no departamento de Atlántico.